# فرودگاه کیتیله
فرودگاه کیتّیلَه (به انگلیسی: Kittilä Airport) (به زبان بومی: Kittilän lentoasema) یک فرودگاه همگانی مسافربری با کد یاتا KTT است که یک باند فرود آسفالت دارد و طول باند آن ۲۵۰۰ متر است. این فرودگاه در شهر کیتّیله کشور فنلاند قرار دارد و در ارتفاع ۱۹۶ متری از سطح دریا واقع شده است.

## شرکت‌های هواپیمایی و مقصدهای پروازی
| شرکت‌های هواپیمایی           | مقصدهای پروازی |
| --------------------------- | --- |
| ای‌اس‌ال ایرلاینز فرانسه      | چارتر فصلی: شارل دوگل پاریس |
| ایزی‌جت                      | چارتر فصلی: گاتویک، بریستول |
| انتر ایر                    | چارتر فصلی: شارل دوگل پاریس |
| فن‌ایر                       | هلسینکی، ایوالو فصلی: فرانکفورت (آغاز از ۱۲ دسامبر ۲۰۱۷), گاتویک (آغاز از ۱۲ دسامبر ۲۰۱۷), شارل دوگل پاریس (آغاز از ۱۲ دسامبر ۲۰۱۷), تامپره-پریکالا، تورکو، زوریخ (آغاز از ۱۶ دسامبر ۲۰۱۷) |
| جرمنیا                      | فصلی: دوسلدورف |
| Helvetic Airways            | فصلی: زوریخ |
| جت۲.کام                     | چارتر فصلی: منچستر |
| لوفت‌هانزا                   | فصلی: مونیخ |
| مونارک ایرلاینز             | فصلی: بیرمنگام (آغاز از ۱ دسامبر ۲۰۱۷), گاتویک، منچستر |
| نروجین ایر شاتل             | فصلی: هلسینکی |
| ترنسویا فرانس               | چارتر فصلی: اورلی |
| Thomas Cook Airlines        | چارتر فصلی: ایست میدلند، گلاسگو، گاتویک، منچستر |
| Thomson Airways             | چارتر فصلی: گاتویک |
| TUI fly Belgium             | چارتر فصلی: بروکسل |
| تی‌یوآی ایرلاینز نیدرلندز    | چارتر فصلی: اسخیپول آمستردام |
| هواپیمایی بین‌المللی اوکراین | چارتر فصلی: بوریسپیل |